# Ингорь (приток Шарьи)
Ингорь — река в России, протекает по Киришскому району Ленинградской области и в Чудовском районе Новгородской области. Исток реки находится у западной окраины посёлка Будогощь. Устье реки находится в 11 км по правому берегу реки Шарья. Длина реки составляет 18 км, площадь водосборного бассейна 63,7 км².
Кроме посёлка Будогощь недалеко от реки стоит деревня Васильково.

## Данные водного реестра
По данным государственного водного реестра России относится к Балтийскому бассейновому округу, водохозяйственный участок реки — Волхов, речной подбассейн реки — Волхов. Относится к речному бассейну реки Нева (включая бассейны рек Онежского и Ладожского озера).
Код объекта в государственном водном реестре — 01040200612102000019018.